# Phthorima extensor
Phthorima extensor là một loài tò vò trong họ Ichneumonidae.